# Adam Masina
Adam Masina (Juribga, Marruecos, 2 de enero de 1994) es un futbolista marroquí que juega de defensa en el Torino F. C. de la Serie A de Italia.

## Trayectoria
Natural de Juribga, ciudad situada en el centro de Marruecos, se trasladó con su familia a Italia después de la muerte de su madre, poco después de dar a luz. Mudándose a la región de Emilia-Romaña, fue entregado poco después a diversas familias de acogida junto a su hermano, debido al alcoholismo de su padre. Finalmente fue adoptado por una de estas, cogiendo su apellido.
Fue fichado a los 11 años por el Bologna F. C. 1909, club en el que desarrollaría toda su carrera juvenil hasta ser cedido al primer equipo de AC Giacomense de la Serie C, volviendo un año después al Bolonia, donde se conseguiría hacer con la titularidad en la zaga central. Debutó con el primer equipo del club en octubre de 2014, saliendo de suplente en el minuto 77 contra el Latina Calcio, partido en el que el club de Emilia-Romaña se haría con la victoria con un 1-2. Así, ascendería con el equipo a la Serie A, debutando en la competición un año después y convirtiéndose en un fijo del equipo durante varias temporadas.
En julio de 2018 fue fichado por el Watford F. C. inglés a cambio de 5 millones de euros. Tras cuatro años allí, el 18 de julio de 2022 volvió al fútbol italiano tras incorporarse al Udinese Calcio. En temporada y media disputó 20 partidos, en los que marcó dos goles, y el 1 de febrero fue cedido al Torino F. C. Con este equipo jugó 16 encuentros en el tramo final de la campaña y en el mes de junio firmó hasta 2026.

## Selección nacional
Tras haber sido internacional sub-21 con Italia, el 26 de marzo de 2021 debutó con la selección absoluta de Marruecos en un encuentro de clasificación para la Copa Africana de Naciones de 2021 ante Mauritania que finalizó en empate a cero. Hizo su debut en una Copa Africana de Naciones en enero de 2022 ante Ghana, en el primer partido de la fase de grupos, saliendo de titular.

## Clubes
| Club                  | País       | Año       |
| --------------------- | ---------- | --------- |
| A. C. Giacomense      | Italia     | 2012-2013 |
| Bologna F. C. 1909    | Italia     | 2014-2018 |
| Watford F. C.         | Inglaterra | 2018-2022 |
| Udinese Calcio        | Italia     | 2022-2024 |
| Torino F. C. (cedido) | Italia     | 2024      |
| Torino F. C.          | Italia     | 2024-     |